# 養生 (道教)

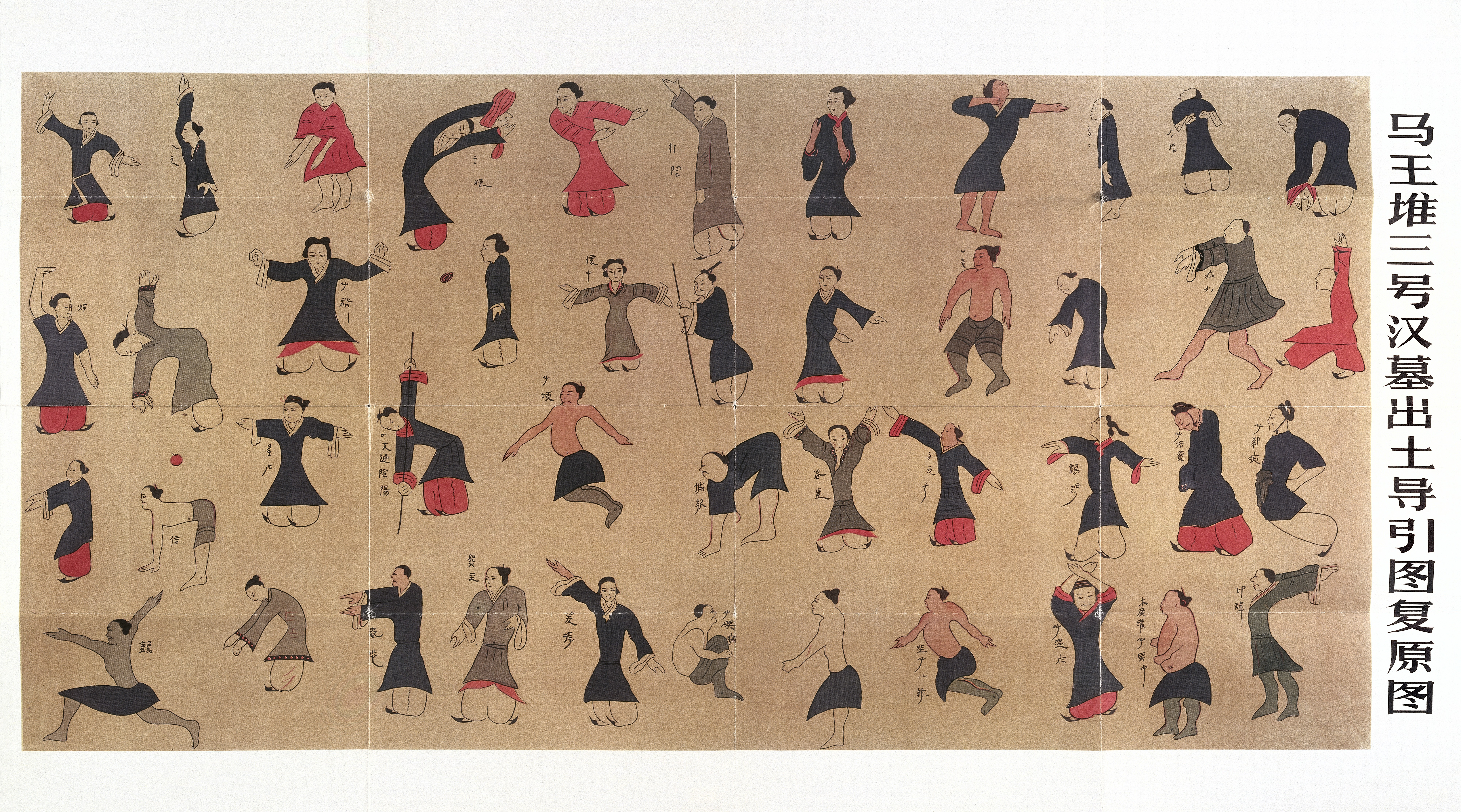
马王堆出土导引图

道教養生分為外丹與內丹，內丹又分為靜功和動功，靜功主要是注重體內氣的運行；動功則重視武術練功。

## 實例

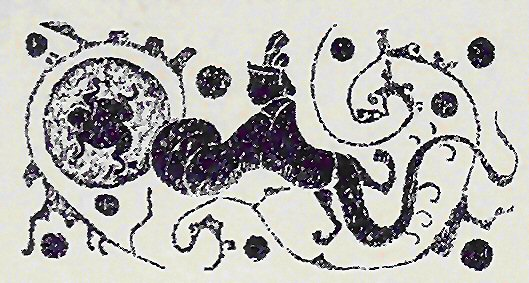
汉画像石中的嫦娥奔月

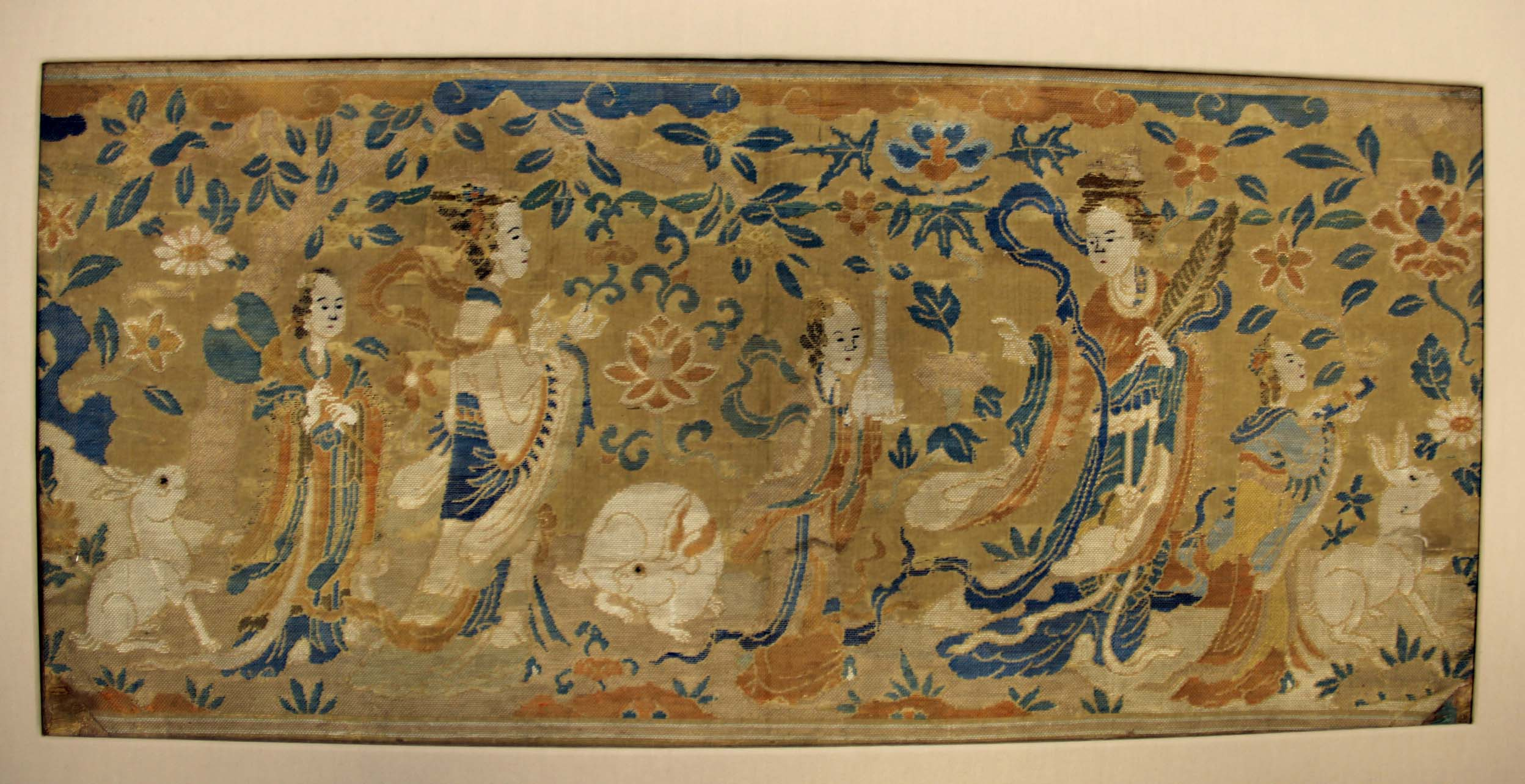
南宋嫦娥奔月织锦

- 在道教中，長生不老是仙人的標誌。中國秦代時，方士徐福為了替秦始皇尋求長生不老藥，攜童男童女各五百，出海尋找蓬萊、瀛洲諸仙山上的仙人，結果不知所終，後道教中又有專門煉丹服藥（包括煉內丹）的流派，目的也是為了長生不老。
- 嫦娥，羿妻也，竊西王母不死藥服之，奔月。

## 煉丹

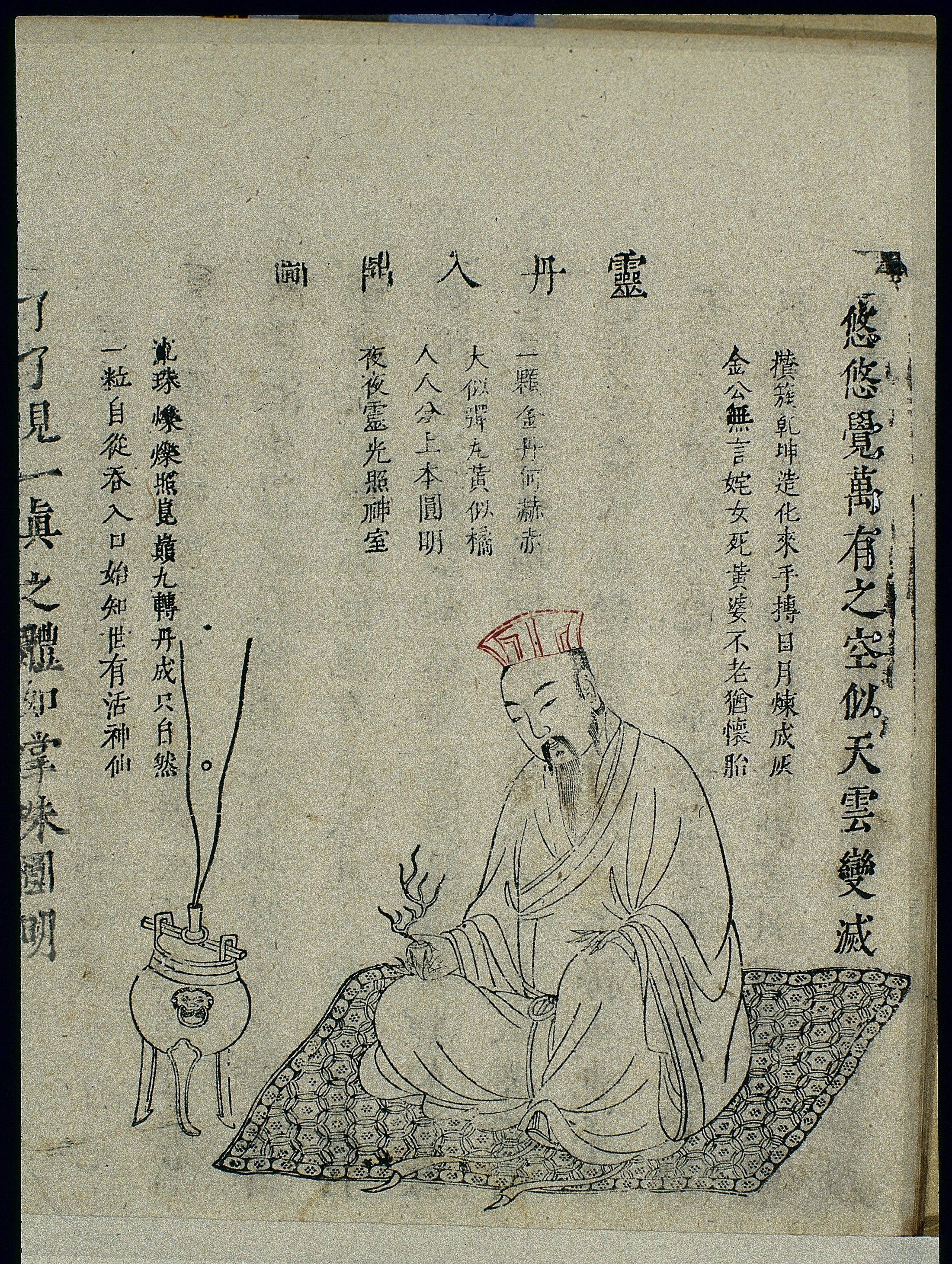
灵丹入鼎图，《性命圭旨》万历三年（1615年）刻本中的插图

### 外丹
- 外丹術：外丹術指道家通過各種秘法燒煉丹藥，用來服食，或直接服食某些芝草，以點化自身陰質，使之化為陽氣。另外，道家外丹也可指「虛空中清靈之氣」。外丹術也可指煉金術或道家法術如符籙、雷法等。

“丹鼎派”是道教中以炼丹求长生成仙为主的各宗派的通称。最早由古代的神仙家、方仙道等发展而来。 
近代道教学者、前中国道教协会会长陈撄宁认为内丹养生是道教的精华。

### 內丹

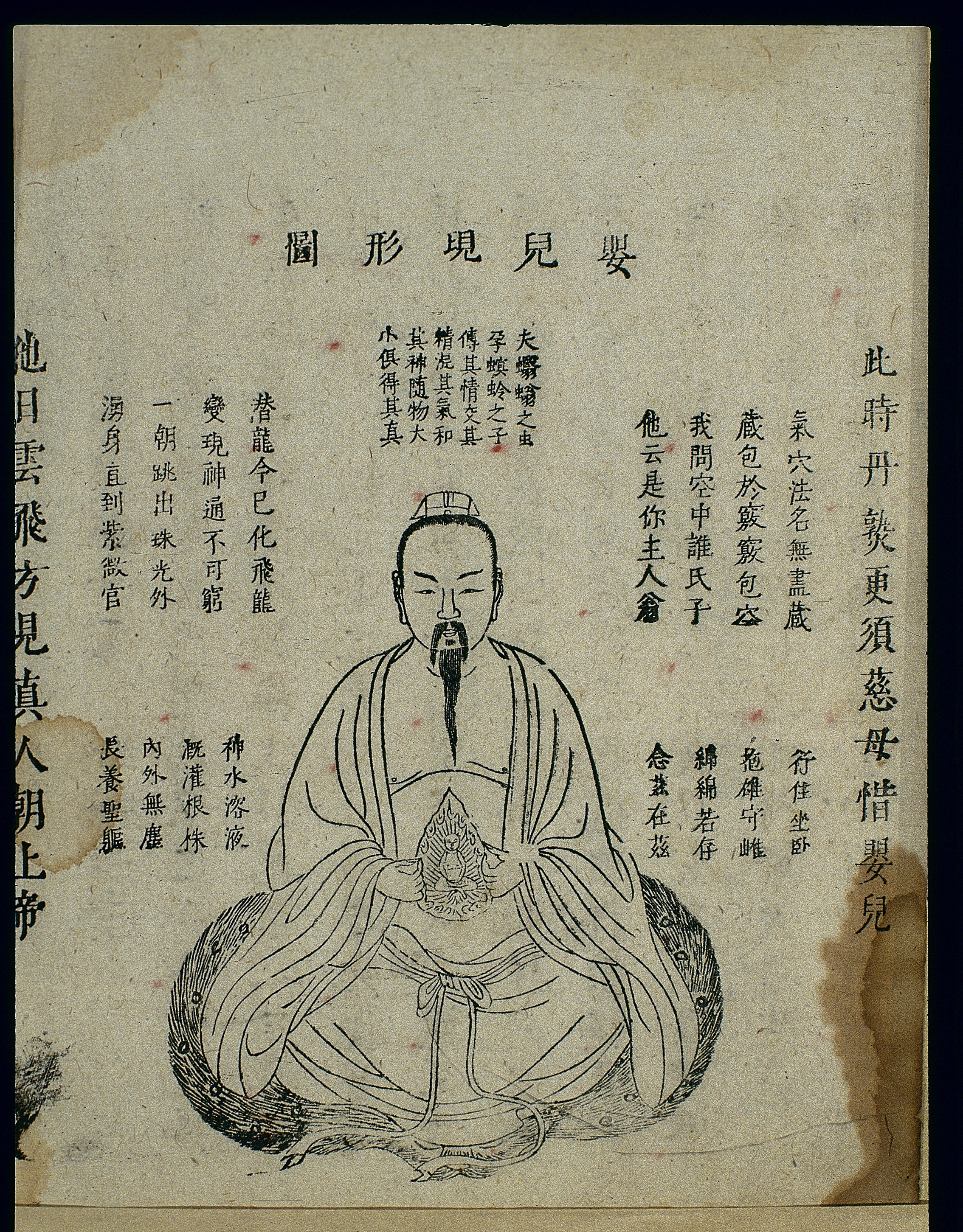
道教内丹修炼的图解，出自尹真人《性命圭旨》万历三年（1615年）刻本

- 內丹術：是道家一種重要的修煉方法，現在一般視為道家氣功（煉氣術）的一種，以修練成仙而達至長生不老為最終目的。此術以人體為丹爐，故稱「內丹」，以別於「外丹」之用鼎為爐。

內丹術起於戰國之前，盛於唐宋。傳統上，氣功之主要修練及研究者皆為道門人士以及深受道門醫學影響的醫師。固華夏傳統氣功，均屬內丹功。內丹功之根，乃是陰陽之變、五行生剋、天人合一、天人相應等道門理論，以及丹士所掌握的豐富中華醫學知識（唐宋之時，道家已受陰陽家及儒家等外門影響，理論仍以老莊之學為根，然而整個體系，已遠超老莊之學）。納外氣、養內氣、和陰陽、通經絡、並以「煉精化氣、煉氣化神、煉神還虛」貫徹其中。漢晉唐時代，內丹功漸與道門武學溶為一體，成為內家武學。內家武學暗藏內丹術，並能致用，固不少修道者亦以內家武學為煉丹修心之捷徑。修煉內丹或內家拳，一般能使弱者體質於一兩年內迅速轉強。太極拳名家吳圖南、陳微明等，均屬此列。今練內家拳圖以強身者眾，唯多不知內家拳強身之妙，在其隱於心法中之內丹功。若只諳外形，實在無用，缺者正是內丹術。

#### 靜功
- 注重身體裡氣的運行，認為修煉氣功不但養生延壽，甚而可以成仙。
- 人有精、氣、神「三寶」，修煉三寶可以反本歸元，而結丹長生。
- 修煉者可以把氣引導到五臟六腑、經絡，反覆疏通，則有助於健康。

#### 動功
- 如太極拳、八卦拳、形意拳。
- 相傳是武當派張三創造的內家拳法。

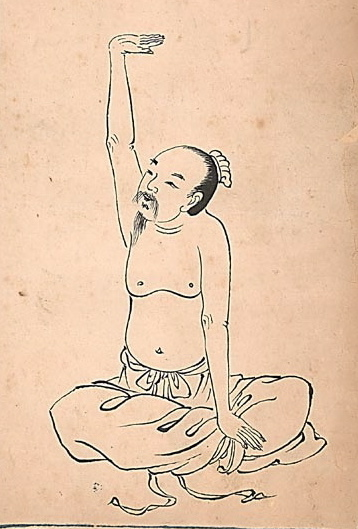
清朝八段锦图示，图上为调理脾胃须单举

- 練習者需將呼吸吐納與軀體運動配合，而且是「尚意不尚力」，持之以恆則可延年益壽。

## 研究書目
- 陳國符：《中國外丹黃白考》（上海：上海古籍出版社，1997）。
- Joseph Needham（李約瑟）著，周曾雄譯：《中國科學技術史》，第5卷第2分冊，「煉丹術的發明和發展：金丹與長生」。
- Nathan Sivin（席文）著，李煥燊譯：《伏煉試探》（台北：國立編譯館，1973）。
- 金正耀：《道教與鍊丹術論》（北京：宗教文化出版社，2001）。